# Станція збройних сил Канади «Алерт»

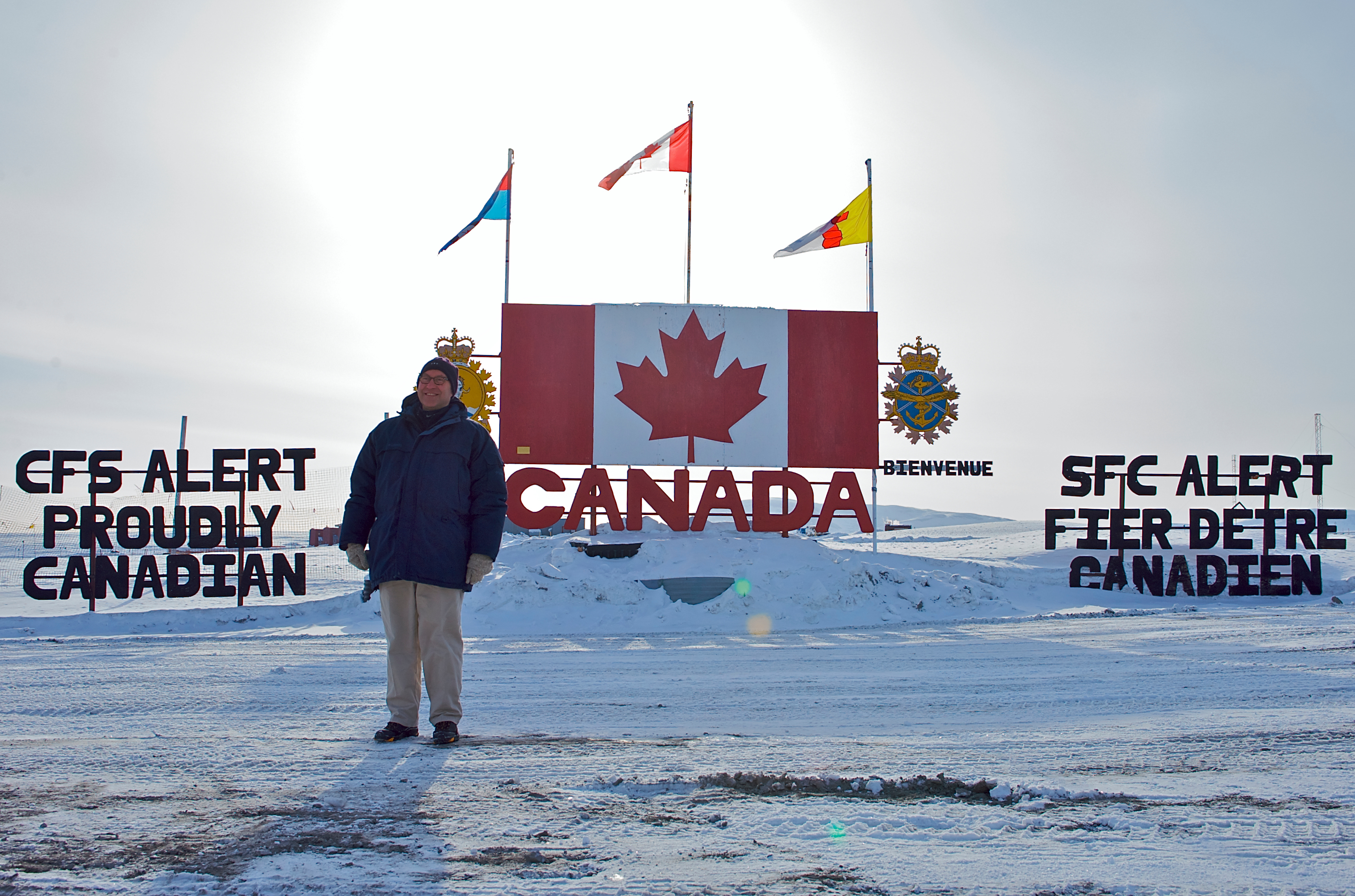
Посол США Девід Джейкобсон перед вітальним знаком CFS Alert

Станція збройних сил Канади «Алерт» (англ. Canadian Forces Station Alert, фр. Station des Forces canadiennes Alert), скорочено CFS Alert (фр. SFC Alert) — об'єкт перехоплення сигналів розвідки Збройних сил Канади в стані тривоги, що розташований у поселенні Алерт в регіоні Кікіктаалук, Нунавут, Канада.
Алерт, розташований на північно-східному краю острова Елсмір, є найпівнічнішим безперервно заселеним місцем у світі. Свою назву він отримав від HMS Alert, який зимував за 10 км (6,2 милі) на схід від сучасної станції біля нинішнього мису Шерідан, Нунавут у 1875—1876 роках.

## Історія
Алерт, який тоді був у північно-західних територіях Канади, був вперше заселений 9 квітня 1950 року, коли прибув перший персонал об'єднаної арктичної метеостанції (JAWS) і розпочав будівництво. З самого початку проєкту JAWS канадські військові були зацікавлені в установі в Алерті з кількох причин: об'єкт JAWS поширював суверенітет Канади на велику незаселену територію, яку Канада заявляла як свою суверенну територію, і, крім того, її близькість до Радянського Союзу надала йому стратегічного значення. Алерт ближче до Москви (приблизно 4000 км), ніж до столиці Оттави (приблизно 4150 км). Таким чином, можливість використання місця для перехоплення радіосигналів була визнана такою, що виправдовує присутність військових.